# Siegfried Prößdorf
Siegfried Prößdorf (* 2. Januar 1939 in Baldenhain in Thüringen; † 19. Juli 1998) war ein deutscher Mathematiker und Hochschullehrer, der sich mit Analysis und numerischer Mathematik beschäftigte.

## Leben
Prößdorf machte 1957 in Ronneburg das Abitur und studierte dann an der Universität Leipzig und an der Universität Sankt Petersburg, wo er 1963 sein Diplom („summa cum laude“) machte und 1966 bei Solomon Grigorjewitsch Michlin promovierte. Danach war er wissenschaftlicher Assistent an der TH Karl-Marx-Stadt, wo er sich 1967 habilitierte (Eindimensionale singuläre Integralgleichungen und Faltungsgleichungen nicht normalen Typs in lokalkonvexen Räumen). 1969 wurde er dort ordentlicher Professor für Analysis. 1972 war er Gastprofessor am Mathematik-Institut der Akademie der Wissenschaften in Kischinew (heute Republik Moldau), wo er Israel Gohberg traf. Ab 1975 bis 1984 war er Leiter der Abteilung Angewandte Analysis und Numerische Mathematik am Karl-Weierstraß-Institut der Akademie der Wissenschaften der DDR in Berlin, wo er auch nach der Wende in den 1990er Jahren im nunmehrigen Weierstraß-Institut für Angewandte Analysis und Stochastik war und die Forschungsgruppe Integralgleichungen und Pseudodifferentialgleichungen leitete.
Prößdorf befasste sich in seiner Forschung mit Integralgleichungen, partiellen Differentialgleichungen (und Pseudodifferentialoperatoren), Operatorentheorie, Finite Elemente Methoden und Numerischer Analysis.
Er übersetzte mehrere Bücher seines Lehrers Michlin ins Deutsche.
Prößdorf starb 1998 im Alter von 59 Jahren und wurde in Berlin auf dem Evangelischen Waldkirchhof Mahlsdorf beigesetzt.

## Auszeichnungen
- 1980 erhielt er den Nationalpreis der DDR.

## Schriften
- Einige Klassen singulärer Gleichungen, Birkhäuser 1974 (englisch: Some classes of singular equations, North Holland 1978)
- mit Bernd Silbermann: Numerical Analysis for Integral and related Operator Equations, Akademie Verlag, Birkhäuser 1991
- mit Silbermann: Projektionsverfahren und die näherungsweise Lösung singulärer Gleichungen, Teubner Texte zur Mathematik, 1977
- mit Michlin: Singuläre Integraloperatoren, Akademie Verlag 1980